# Danh sách phần mềm cờ vua
Phần mềm cờ vua có nhiều dạng khác nhau. Một phần mềm cờ vua cung cấp một bàn cờ để người có thể chơi cờ vua trên máy tính. Các phần mềm như vậy có sẵn cho máy tính cá nhân, Máy chơi trò chơi điện tử video, điện thoại thông minh / máy tính bảng hoặc máy tính lớn / siêu máy tính. Phần mềm cờ vua tạo ra các nước đi, nhưng được nhập thông qua giao diện dòng lệnh không có đồ họa. Một máy tính chơi cờ vua chuyên dụng đã được phát minh chỉ nhằm mục đích chơi cờ. Giao diện đồ họa người dùng (GUI) cho phép nhập và tải và chơi một phần mềm. Cơ sở dữ liệu cờ vua có thể cho phép nhập, chỉnh sửa và phân tích một thư viện lớn các ván cờ.

## Các chương trình chơi cờ cho máy tính cá nhân
- Apple Chess
- Battle Chess
- Battle Chess: Game of Kings
- Battle vs. Chess
- Chess Mates
- Chess Titans
- Chessaria: The Tactical Adventure
- ChessGenius
- Chessmaster
- ChessV
- Colossus Chess
- Cyber Chess
- Delfi
- Fritz and Chesster
- Grandmaster Chess
- Kasparov Chessmate
- Kasparov's Gambit
- Lego Chess
- Playchess
- Power Chess
- Pure Chess
- REBEL
- Sargon
- Socrates II
- X3D Fritz
- Zillions of Games

## Phần mềm cờ vua
Danh sách này rất không đầy đủ. Nó không phản ánh sức mạnh chơi hiện tại hoặc lịch sử.
- Chess Tiger
- Crafty
- CuckooChess
- Deep Fritz
- Fairy-Max
- Fritz
- Fruit
- GNU Chess
- HIARCS
- Houdini
- Ikarus
- Junior
- KnightCap
- Komodo
- Leela Chess Zero
- MChess Pro
- Naum
- Rybka
- Shredder
- Sjeng
- SmarThink
- Stockfish
- Turochamp
- Zappa

## Giao diện đồ họa cờ vua
- Chess Assistant
- ChessBase
- Chessmaster
- Fritz
- GNOME Chess
- Hiarcs Chess Explorer
- Pychess
- Shane's Chess Information Database
- Shredder
- Winboard
- XBoard

## Các phần mềm chơi cờ cho máy chơi trò chơi điện tử
- Battle vs. Chess
- Chess Crusade
- Chessmaster
- Clubhouse Games
- Fidelity Ultimate Chess Challenge
- Fritz Chess
- Online Chess Kingdoms
- Pure Chess
- Silver Star Chess
- Video Chess
- Virtual Chess 64
- Virtual Kasparov
- Wii Chess
- Star Wars Chess
- Battle Chess

## Ứng dụng cờ vua cho điện thoại / máy tính bảng
- Chess Tiger (iOS)
- Fritz Chess
- HIARCS
- Komodo engine
- Play Magnus
- Pocket Fritz (Pocketpc)
- Shredder
- Stockfish

## Máy tính chơi cờ vua
Sau đây là các máy tính gồm các phần cứng, phần mềm có mục đích đặc biệt được kết nối chặt chẽ với nhau:
- Belle
- ChessMachine
- ChipTest
- Cray Blitz
- Deep Blue
- Deep Thought
- HiTech
- Hydra
- Mephisto
- Saitek

## Chương trình đọc và chỉnh sửa thư viện cờ vua
- Chess Assistant
- Chess Informant Expert
- ChessBase
- Cơ sở dữ liệu thông tin cờ vua của Shane

## Các chương trình chơi cờ cho máy tính lớn / siêu máy tính
- AlphaZero
- Chess(Đại học Northwestern)
- CilkChess
- Kaissa
- Kotok-McCarthy
- Mac Hack

## Chương trình cờ vua nhỏ nhất
- 1K ZX Chess
- Microchess
- Toledo Nanochess| - x - t - s Cờ vua | - x - t - s Cờ vua                                                                                                                                                                                                                                                                                                                                                                                                                                                                                                                                         |
| ------------------ | --- |
| Tổng quan          | - Lý thuyết cờ vua - Các danh hiệu - Đại kiện tướng - Danh sách Đại kiện tướng - Cờ vua máy tính - các trận đấu - phần mềm - Cờ thư tín - FIDE - Lịch sử cờ vua - Bài toán cờ vua - Hệ thống xếp hạng - Xếp hạng thế giới FIDE - Norms - Các giải đấu - Olympiad cờ vua - danh sách giải - Các biến thể - Giải vô địch thế giới - Lịch sử - danh sách - Nữ - giải Candidates - Các kỷ lục thế giới |
| Trang thiết bị     | - Bàn cờ - Quân cờ - Vua - Hậu - Xe - Tượng - Mã - Tốt - Đồng hồ ván đấu - Bàn thi đấu |
| Luật chơi          | - Nhập thành - Chiếu - Lưỡng chiếu) - Chiếu hết - Dọa hết - Hòa - Theo thỏa thuận - Luật 50 nước - Chiếu vĩnh viễn - Hết nước đi - Lặp lại một thế cờ ba lần - Bắt Tốt qua đường - Phong cấp Tốt - Thời gian thi đấu - Luật chạm quân-phải đi |
| Thuật ngữ          | - Blunder - Ký hiệu cờ vua - Đại số - Mô tả - PGN - Biểu tượng chú thích - Biểu tượng trong Unicode - Fianchetto - Gambit - Ô xung yếu - Vua đi dạo - Tốt - lạc hậu - liên kết - chồng - cô lập - Maróczy Bind - thông - Cột mở - Cột nửa mở - Ô tiền đồn - School - Hypermodern - Romantic - Swindle - Tempo - Transposition - Zwischenzug |
| Chiến thuật        | - Chồng quân - Khẩu súng của Alekhine - Che chắn - Các mô hình chiếu hết - Đòn phối hợp - Mồi nhử - Đánh lạc hướng - Desperado - Tấn công mở - Chiếu đôi - Chĩa - Interference - Quá tải - Giằng - Thí quân - Xiên - Cối xay - Tia X |
| Chiến lược         | - Nhập thành giả - Bồi thường - Đổi quân - Đổi quân có lợi - Thế chủ động - Lợi thế nước đi đầu - Trung cuộc - Cơn bão Tốt - Cấu trúc Tốt - Giá trị các quân cờ - Prophylaxis |
| Khai cuộc          | - Danh sách các khai cuộc - Bảng lý thuyết - Khai cuộc bên cánh - Khai cuộc Anh - Khai cuộc Tốt cánh Vua - Phòng thủ Caro-Kann - Phòng thủ Pháp - Khai cuộc mở - Ván cờ Italia - Gambit Vua - Ván cờ Tây Ban Nha - Phòng thủ Pirc - Phòng thủ Sicilian - Phương án Najdorf - Khai cuộc Tốt cánh Hậu - Phòng thủ Benoni - Phòng thủ Hà Lan - Phòng thủ Grünfeld - King's Indian Defence - Phòng thủ Nimzo-Ấn Độ - Queen's Indian Defense - Gambit Hậu - Không tiếp nhận - Phòng thủ Slav - Các tình huống chiếu mat nhanh chóng - Mat đần độn - Mat Scholar |
| Tàn cuộc           | - Vua và Tốt chống Vua - Tàn cuộc Tượng khác màu - Tàn cuộc không Tốt - Hậu và Tốt chống Hậu - Hậu chống Tốt - Xe và Tốt chống Xe - Thế cờ Lucena - Thế cờ Philidor - Chiến lược - Pháo đài - Opposition - Quy tắc Tarrasch - Chiến thuật tam giác - Undermining - Zugzwang - Cờ thế tàn cuộc - Tablebase - Tàn cuộc hai Mã - Tượng sai - Tốt biên sai |
| Liên quan          | - Gian lận trong cờ vua - Vẻ đẹp trong cờ vua - Cờ vua trong nghệ thuật - Sách về cờ vua - Sách khai cuộc - Tài liệu tàn cuộc - Câu lạc bộ cờ vua - Nhà soạn cờ - Thư viện cờ - Cờ vua trên báo - Ấn phẩm cờ vua định kỳ - Thần đồng cờ vua - Thuật ngữ - Ván đấu nổi tiếng - Biểu diễn đồng thời - Bộ cờ vua Staunton - So sánh các kỳ thủ hàng đầu - Deep Blue - Ván 6 |